# МіГ-29МУ1
МіГ-29МУ1 або Мікоян і Гуревич-29 модернізація українська 1 (за класифікацією НАТО — Fulcrum, укр. Важіль) — український варіант модернізації радянського, одномісного, багатоцільового винищувача 4-го покоління МіГ-29, розроблений в кінці 2000-х років.
На 20 % збільшена дальність виявлення повітряних цілей (до 100 км в передній півсфері і до 45 км — в задній). Озброюється ракетами Р-27ЕР1 і Р-27ЕТ1, що випускаються українською ДАХК «Артем» (із дальністю пуску до 95 км).

## Історія
У 2005–2007 роках зі складу Збройних сил України в Азербайджан продали 12 винищувачів МіГ-29 і два навчально-бойових МіГ-29УБ, які перед продажем пройшли капітальний ремонт і модернізацію на Львівському авіаремонтному заводі (ЛДАРЗ). В ході виконання цього контракту був відпрацьований «пілотний» проект модернізації українського парку МіГ-29, в якому крім Львівського авіаремонтного заводу брали участь підприємства «Оризон-Навігація» і ЗАТ «Фазотрон-Україна», задіяна в модернізації бортова РЛС (під час робіт була збільшена дальність виявлення і супроводу цілі за рахунок поновлення елементної бази). За підсумками виконання контракту Міністерство оборони України ухвалило рішення призначити Львівський АРЗ головним підприємством з модернізації українських МіГ-29.
28 лютого 2007 року тогочасний міністр оборони України А. С. Гриценко повідомив про виділення зі спеціальних фондів міністерства і державного бюджету України 7,7 млн. гривень на завершення робіт з розробки модернізованого варіанту МіГ-29. Як повідомив в інтерв’ю командувач Повітряними силами ЗСУ Анатолій Торопчин, модернізація літаків МіГ-29 повинна дозволити продовжити термін їхньої служби до 35–40 років з моменту випуску, а двигунів — до 20 років, що мало забезпечити можливість експлуатації модернізованих літаків ще на 15–16 років. 
Оскільки в цей період часу військово-політичне керівництво України ще не визначилося зі змістом військової доктрини і країна зберігала «позаблоковий» статус, а фінансування Збройних сил було обмеженим, тож було ухвалено рішення про «малу програму модернізації» винищувачів МіГ-29 (9-13) до рівня МіГ-29МУ1 (який повинен був стати проміжним етапом до перспективного модернізованого варіанту МіГ-29МУ2). 
У 2009 році завод освоїв модернізацію МіГ-29 до рівня МіГ-29МУ1 і почав модернізацію перших винищувачів до рівня МіГ-29МУ1 для ВПС України. Крім ЛДАРЗ, в програмі модернізації винищувача беруть участь ще кілька підприємств оборонно-промислового комплексу України: ДП «Оризон-Навігація», ДП «Новатор», київські ЗАТ «Фазотрон-Україна», ДП «КБ Лазерної техніки», КП СПБ «Арсенал», ВАТ НТК «Електронприлад», ТОВ «АВІАРМ» і ТОВ ТТЦ «Авіарадіосервіс», а також львівське ОКБ «Текон-Електрон». 
23 грудня 2009 року наказом №651 Міністерства оборони України модернізований винищувач МіГ-29МУ1 був офіційно прийнятий на озброєння. У 2011 році завод передав у війська три модернізованих МіГ-29МУ1, які спочатку були спрямовані для військових випробувань в 40-ву бригаду тактичної авіації що у Василькові під Києвом, пізніше одна з цих машин була передана 204-й бригаді тактичної авіації. 
24 червня 2012 року завод завершив модернізацію ще одного літака, четвертий МіГ-29МУ1 був переданий в 114-ту бригаду тактичної авіації. 27–30 вересня 2012 року на 8-му міжнародному авіакосмічному салоні «Авіасвіт-XXI» в аеропорту Гостомель, літак МіГ-29МУ1 з бортовим номером «02 білий» був офіційно представлений публіці.
До початку 2014 року спеціалістами ХНУПС ім. І. Кожедуба був розроблений варіант модернізації апаратури відтворення мовних повідомлень П-591Б винищувачів МіГ-29 (в результаті якої за рахунок заміни блоків П-591-30 і П-591-48 компонентами, створеними з використанням нової елементної бази були зменшені маса і габарити комплекту апаратури П-591Б). 
Станом на початок серпня 2014 року в складі ВПС України було чотири МіГ-29МУ1, всі чотири машини були сконцентровані у складі 40-ї бригади тактичної авіації що базувалася на авіабазі Васильків. 
Прийнята 16 вересня 2011 року «Концепція підтримання справності та Бойового потенціалу парку авіаційної техніки авіації ПС ЗСУ до 2025 р.» і прийнята в лютому 2012 року «Державна цільова оборонна програма розвитку озброєння і військової техніки на 2012-2017 роки» передбачали модернізацію додаткової кількості винищувачів МіГ-29 до рівня МіГ-29МУ1, однак за офіційними даними Міністерства оборони України, опублікованими в довідковому виданні «Біла книга України», в період з початку 2013 до кінця 2015 року додаткових МіГ-29МУ1 у війська не надходило.
У 2016 році модернізували і передали у війська ще два МіГ-29МУ1. 
Станом на початок вересня 2017 року, всі шість винищувачів МіГ-29МУ1 були зосереджені у складі 40 БрТА та базувалися на аеродромі Васильків.
У 2018 році Львівський авіаремонтний завод передав у війська три МіГ-29МУ1 (1 серпня — два винищувача а 21 грудня — ще один МіГ-29МУ1). 
У 2019 році Повітряні сили ЗС України отримали два винищувачі МіГ-29МУ1, по одному літаку — 24 березня і 14 листопада. 
27 березня 2020 року українська армія отримала ще один модернізований винищувач МіГ-29МУ1.

## Опис модернізації
Модернізація винищувача МіГ-29 (9-13) до рівня МіГ-29МУ1 спрямована на збільшення дальності виявлення повітряних цілей (до 100 км в передній півсфері і до 45 км — в задній), поліпшення точності виведення літака в задану точку і розширення можливостей по контролю і реєстрації функціональних параметрів технічного стану літака, двигуна і ряду бортових систем. 
В ході модернізації винищувач проходить капітальний ремонт з продовженням ресурсу на Львівському авіаремонтному заводі, забарвлюється в “піксельний” камуфляж, на літак встановлюють інтегрований в БРЕО приймач системи супутникової навігації СН-3307 виробництва «Оризон-Навігація» (за рахунок чого збільшена точність навігації і дальність застосування автоматизованих засобів інструментальної посадки), фахівцями «Фазотрон-Україна» проводиться заміна блоку приймача Н019-09 бортовий РЛС Н019 (що дозволило підвищити її надійність за рахунок використання нової, більш сучасної елементної бази до 10 000 – 20 000 годин). Крім того, повідомляється про розширення спектру частот радіостанції під вимоги ІКАО.

Станом на початок жовтня 2012 року вартість програми модернізації одного МіГ-29 до рівня МіГ-29МУ1 (без урахування витрат на капітальний ремонт) становила 2 млн. доларів США. У листопаді 2014 року вартість модернізації одного МиГ-29 для Збройних сил України оцінювали в 29,166 – 29,167 млн. гривень.
Підвищення бойової ефективності літака повинно також сприяти використання вдосконаленої ракетної зброї українського виробництва (230-мм ракет класу «повітря-повітря» середньої дальності Р-27ЕР1 і Р-27ЕТ1 виробництва державної компанії «Артем» з дальністю пуску до 95 км і перспективних 170-мм ракет «Грань» ближнього повітряного бою з тепловою головкою самонаведення, розробка яких доручена ДККБ «Луч» і ДАХК «Артем»). Станом на 2021 рік вартість такої модернізації становить близько 100 мільйонів гривень. 

## Характеристики
Основні характеристики
- Екіпаж: 1 (пілот)
- Довжина: 17,32 м
- Висота: 4,73 м
- Розмах крила: 11,36 м

- Площа крила: 38,06 м²
- Крило у плані: стрілоподібне з кутом 42°
- Маса порожнього: 10 900 кг
- Маса спорядженого: 16 800 кг
- Максимальна злітна маса: 18 480 кг
- Корисне навантаження: 3 500 кг
- Маса палива у внутрішніх баках: 3 400 кг (~4200 л)

Льотні характеристики
- Максимально допустима швидкість: 2450 км/год
- Крейсерська швидкість: 850 км/год
- Практична дальність: 1430 км
- Перегінна дальність: 2100 км (з 2 ППБ)

Озброєння
- Стрілецько-гарматне: 1 × 1 – 30-мм ГШ-30-1 (150 снарядів)
- Точки підвіски: 6 + 1 ППБ
- Керовані ракети: 2 Р-27ЕР1/ЕТ1 + 4 Р-60/-70 або 6 Р-60М або 6 Р-73/  4 УП-277 + 2 Р-60/Р-73У
- Бомби: ФАБ-500, ОФАБ-250-270